# William Thomas Beckford
William Thomas Beckford (født 1. oktober 1760 i London, død 2. maj 1844 i Bath) var en engelsk forfatter.
Han var søn af en rig købmand og arvede, 11 år gammel, ved faderens død en årlig indtægt af 100 000 £. Den begavede og ekscentriske mand kunne således fra ganske ung tilfredsstille ethvert af de luner, der fødtes i hans frodige fantasi. Han foretog flere rejser på fastlandet, hvor han mødte Voltaire. Han var parlamentsmedlem i 24 år. Han var en ivrig samler af bøger, kunstsager og sjældenheder og havde en mani for at lade sine sære og storslåede arkitektoniske indfald blive virkelighed, først ved familieejendommen Fonthill Abbey, senere på sin ejendom ved Bath, hvor han døde. Hans ry som forfatter er knyttet til den østerlandske fortælling The History of the Caliph Vathek, som han et par og tyve år gammel skrev på fransk i tre dage og to nætter. En uautoriseret engelsk oversættelse (ved præsten Samuel Henley) udkom 1784, medens Beckford først udgav den franske original 1787. Bogen er et mærkeligt udslag af en rent moderne ånd, hvis yppige fantasi har mættet sig med østerlandske forestillinger. Men bag den rent fantastiske fortælling i dens ofte groteske former mærkes forfatterens åndsoverlegne ironi og humor, der hvert øjeblik bryder igennem og giver det hele en ejendommelig tiltrækning.